# Statistiche e record del FC Matera
Nella presente pagina sono riportate le statistiche e i record riguardanti l'FC Matera, società calcistica italiana con sede a Matera.

## Prima squadra

### Partecipazione ai campionati
Campionati nazionali
In 91 anni di storia del Matera Calcio, 60 sono state le stagioni giocate a livello nazionale tra professionisti, semi-professionisti e dilettanti. Il resto delle stagioni è stato disputato a livello regionale pugliese e lucano, una stagione (2011-2012) a livello provinciale.
| Livello | Categoria                       | Partecipazioni | Debutto   | Ultima stagione | Totale |
| ------- | ------------------------------- | -------------- | --------- | --------------- | ------ |
| 2°      | Serie B                         | 1              | 1979-1980 | 1979-1980       | 1      |
| 3°      | Serie C                         | 11             | 1968-1969 | 2018-2019       | 17     |
| 3°      | Serie C1                        | 3              | 1978-1979 | 1993-1994       | 17     |
| 3°      | Lega Pro                        | 3              | 2014-2015 | 2016-2017       | 17     |
| 4°      | Promozione                      | 1              | 1950-1951 | 1950-1951       | 25     |
| 4°      | IV Serie                        | 4              | 1953-1954 | 1956-1957       | 25     |
| 4°      | Campionato Interregionale       | 1              | 1957-1958 | 1957-1958       | 25     |
| 4°      | Serie D                         | 7              | 1965-1966 | 2024-2025       | 25     |
| 4°      | Serie C2                        | 11             | 1981-1982 | 1996-1997       | 25     |
| 4°      | Lega Pro Seconda Divisione      | 1              | 2010-2011 | 2010-2011       | 25     |
| 5°      | Campionato Interregionale       | 4              | 1987-1988 | 1990-1991       | 17     |
| 5°      | Campionato Nazionale Dilettanti | 1              | 1997-1998 | 1997-1998       | 17     |
| 5°      | Serie D                         | 12             | 2000-2001 | 2013-2014       | 17     |

In 60 stagioni sportive disputate dall'esordio a livello nazionale nel 1950. Sono escluse le annate dal 1951 al 1953, dal 1958 al 1965, dal 1998 al 2000, 2011-2012 e dal 2019 al 2022, nelle quali il Matera ha partecipato ai tornei del Comitato Regionale Pugliese 1951-1952 e del Comitato Regionale Lucano.
Campionati misti regionali-interregionali
| Livello | Categoria                            | Partecipazioni | Debutto   | Ultima stagione | Totale |
| ------- | ------------------------------------ | -------------- | --------- | --------------- | ------ |
| 5°      | Prima Categoria: fase interregionale | 1              | 1962      | 1962            | 1      |
| 5°      | Prima Categoria: fase regionale      | 1              | 1961-1962 | 1961-1962       | 1      |

Sono solo 4 le stagioni sportive miste della Prima 
Categoria, disputate dalla "rivoluzione" del 1958. Sono precisamente le 
stagioni che vanno dal 1958-1959 al 1961-1962.
Campionati di guerra
| Livello | Categoria                     | Partecipazioni | Debutto   | Ultima stagione | Totale |
| ------- | ----------------------------- | -------------- | --------- | --------------- | ------ |
| 2°      | Campionato dell'Italia Libera | 1              | 1943-1944 | 1943-1944       | 2      |
| 2°      | Torneo misto di guerra        | 1              | 1944-1945 | 1944-1945       | 2      |

Spareggi e play-off
| Livello  | Categoria                 | Partecipazioni | Debutto   | Ultima stagione | Totale |
| -------- | ------------------------- | -------------- | --------- | --------------- | ------ |
| Play-off | Lega Pro                  | 2              | 2014-2015 | 2016-2017       | 6      |
| Play-off | Serie C2                  | 1              | 1994-1995 | 1994-1995       | 6      |
| Play-off | Serie D                   | 3              | 2002-2003 | 2012-2013       | 6      |
| Spareggi | Campionato Interregionale | 1              | 1990-1991 | 1990-1991       | 1      |

Livello 3°
Il Matera Calcio ha partecipato a 17 campionati di terzo livello di cui 3 di Serie C1 ottenendo 1 promozione:
- 1 per vittoria del girone B (1978-1979)

Di cui 3 di Lega Pro ottenendo:
- 1 terzo posto nel girone C, semifinale play-off (2014-2015)
- 1 terzo posto nel girone C, ottavi di finale play-off (2016-2017)

Livello 4°
Il Matera Calcio ha partecipato a 25 campionati di quarto livello di cui 11 di Serie C2 ottenendo:
- 1 secondo posto nel girone C (1994-1995)
- 1 terzo posto nel girone C (1992-1993)
- 1 finale persa play-off (1994-1995)

Di cui 7 di Serie D ottenendo 2 promozioni:
- 1 per vittoria del girone G (1967-1968)
- 1 per vittoria del girone H (1975-1976)

Livello 5°
Il Matera Calcio ha partecipato a 17 campionati di quinto livello di cui 4 di Campionato Interregionale ottenendo 1 promozione:
- 1 per vittoria del girone M (1990-1991)
- 1 per vittoria dello spareggio promozione (1990-1991)

Ottenendo:
- 1 secondo posto nel girone L (1988-1989)

Di cui 12 di Serie D ottenendo 1 promozione:
- 1 per vittoria del girone H (2013-2014)

Ottenendo:
- 1 secondo posto nel girone H (2002-2003)
- 1 terzo posto nel girone H (2012-2013)

Ottenendo:
- 1 finale vinta play-off (2009-2010)

Campione Nazionale (dilettantistico)
Il Matera Calcio ha partecipato a 2 tornei per il titolo di Campione Nazionale di quinto livello di cui 1 Trofeo Jacinto. È arrivato in finale in 1 occasione:
- 1 finale vinta Trofeo Jacinto (1991)

Coppa Italia Lega Pro
Il Matera Calcio ha partecipato a 26 edizioni della Coppa Italia Lega Pro. È arrivato in finale in 1 occasione:
- 1 finale persa (2016-2017)

Coppa Italia Serie D
Il Matera Calcio ha partecipato a 15 edizioni della Coppa Italia Serie D. È arrivato in finale in 1 occasione:
- 1 finale vinta (2009-2010)

### Partecipazione ai trofei
Coppa nazionali
| Livello | Categoria                                     | Partecipazioni | Debutto   | Ultima stagione | Totale |
| ------- | --------------------------------------------- | -------------- | --------- | --------------- | ------ |
| 1°      | Coppa Italia                                  | 5              | 1979-1980 | 2017-2018       | 5      |
| 2°      | Coppa Italia Semiprofessionisti               | 8              | 1972-1973 | 1980-1981       | 26     |
| 2°      | Coppa Italia Serie C                          | 14             | 1981-1982 | 2018-2019       | 26     |
| 2°      | Coppa Italia Lega Pro                         | 4              | 2010-2011 | 2016-2017       | 26     |
| 3°      | Coppa Italia Serie D                          | 15             | 2000-2001 | 2024-2025       | 18     |
| 3°      | Coppa Italia Dilettanti (Fase Interregionale) | 3              | 1988-1989 | 1990-1991       | 18     |
| 4°      | Coppa Italia Dilettanti (Fase Eccellenza)     | 1              | 1998-1999 | 1998-1999       | 1      |

Trofeo Jacinto e Poule scudetto
| Livello | Categoria        | Partecipazioni | Debutto | Ultima stagione | Totale |
| ------- | ---------------- | -------------- | ------- | --------------- | ------ |
| 5°      | Trofeo Jacinto   | 1              | 1991    | 1991            | 2      |
| 5°      | Scudetto Serie D | 1              | 2014    | 2014            | 2      |

## Seconda squadra
Partecipazione ai campionati regionali del Matera B
| Livello | Categoria                | Partecipazioni | Debutto   | Ultima stagione | Totale |
| ------- | ------------------------ | -------------- | --------- | --------------- | ------ |
| 6°      | Seconda Divisione Lucana | 1              | 1949-1950 | 1949-1950       | 1      |

## Formazioni giovanili
Migliori piazzamenti
- Juniores Semiprofessionisti

semifinali: 1971-1972
- Coppa Allievi Professionisti

semifinali: 2010-2011
- Juniores

semifinali: 2009-2010

## Statistiche di squadra
- Il successo più prestigioso della storia del Matera, ovvero la vittoria al Luigi Ferraris contro la Sampdoria in Serie B (18 novembre 1979, 0-1, rete di Raffaele[1]), congiuntamente al pareggio casalingo per 1-1 nel ritorno, fa dei lucani l'unica squadra imbattuta in incontri di campionato contro i blucerchiati.
- Il Matera ha affrontato quattro volte i play-out, vincendone tre.
- Il Matera è l'unica squadra di Serie D ad aver vinto Trofeo Jacinto, Coppa Italia di Serie D e play-off.
- Il Matera è l'unica squadra di Serie D ad aver vinto nello stesso anno Coppa Italia di Serie D e play-off.
- Il Football Club Matera al termine della stagione 1978-1979, culminata con la promozione in Serie B, ha ricevuto una Stella d'argento al merito sportivo CONI, per la scalata alla Serie B dalla Serie D in breve tempo.
- L'allenatore Francesco Di Benedetto ha ricevuto il Seminatore d'oro a fine stagione 1978-1979 come miglior allenatore di Serie C.
- Il Football Club Matera al termine della stagione 2010-2011 di Lega Pro Seconda Divisione vince la Coppa Disciplina del girone C; con 18,30 punti.

## Trofei

### Trofei nazionali
| Competizione          |   |   | Totale |
| --------------------- | - | - | ------ |
| Coppa Italia Lega Pro | 0 | 1 | 1      |
| Trofeo Jacinto        | 1 | 0 | 1      |
| Coppa Italia Serie D  | 1 | 0 | 1      |
| Totale                | 2 | 1 | 3      |

## Palmarès regionale

### Campionati e coppe
- Campione Lucano di Prima Categoria: 2

1961-1962, 1964-1965
- Promozione Basilicata: 1

1952-1953
- Eccellenza Basilicata: 2

1999-2000, 2021-2022
- Coppa Italia Dilettanti Basilicata: 1

1998-1999
- Trofeo CONI Puglia: 1

1946

### Altri piazzamenti
- Prima Divisione Pugliese

1º posto: 1936-1937 (girone B)
- Prima Divisione Puglia

1º posto: 1951-1952 (girone B)
- Campionato Dilettanti Basilicata

1º posto: 1958-1959 (girone B)
- Prima Categoria Basilicata

1º posto: 1961-1962 (girone B), 1964-1965 (girone B)
2º posto: 1962-1963 (girone B)
3º posto: 1960-1961
- Eccellenza Basilicata

3º posto: 1998-1999
- Trofeo CONI Puglia

Finalista: 1944

#### Provinciali
- Terza Categoria Materana

3º posto: 2011-2012 (girone D)